# Gilgel Abay
De Gilgel Abay is een rivier in Ethiopië, die tot het Nijlbekken behoort.

## Eigenschappen
Het is een meanderende rivier, met een bekken van 3887 km³ groot. Bij de monding is ze 71 meter breed, met een verval van 0,7 meter per kilometer. De gemiddelde korrelgroote van het material in de bedding is 0,37 mm (zand).

## Sedimenttransport
De rivier transporteert jaarlijks 22.185 ton rollend en stuiterend materiaal en 7,6 miljoen ton sediment in suspensie naar het Tanameer.